# Steinfeld (Austria)
Steinfeld è un comune austriaco di 2 055 abitanti nel distretto di Spittal an der Drau, in Carinzia; ha lo status di comune mercato (Marktgemeinde).

## Monumenti e luoghi d'interesse
- Castello di Raggnitz